# Edward Taylor (Komponist)
Edward J. F. Taylor ist ein US-amerikanischer Komponist, Musikpädagoge und Jazz-Schlagzeuger.

## Leben und Wirken
Taylor studierte Jazzmusik an der Mason Gross School of the Arts bei Kenny Barron, William Fielder und Keith Copeland sowie Musiktheorie (bei Nancy Rao) und Komposition (bei Charles Wuorinen und Gerald Chenoweth) an der Graduate School of New Brunswick der Rutgers University. Er unterrichtete u. a. am Union County College in Cranford (seit 2000), der Rutgers University (1995–2000), dem Westminster Conservatory (seit 1999) und der William Paterson University (seit 2004).
Als Jazzmusiker trat Taylor mit verschiedenen New Yorker Gruppen auf, u. a. mit der von ihm, Scott Robert Avidon und Steve Swanson gegründeten Band Groove Apparatus, mit der er zwei Alben veröffentlichte. Mit James Romig gründete er 1998 an der Rutgers University die Society for Chromatic Art, ein Ensemble, das sich der Aufführung klassischer Musikwerke des 20. Jahrhunderts und der Vorstellung von Werken junger Komponisten widmet. Neben Werken der Neuen Musik komponierte Taylor zahlreiche Stücke für Jazzensemble.

## Werke
- Variations for Flute (1990)
- Duo for Violin and Cello (1991–92)
- The Dream/The Nightmare für Klavier zu vier Händen (1992)
- Quartet for Flute and Strings (1992–93)
- The Shores of Elsinore für Klavier (1994)
- Beatus vir qui für Sopran, Flöte, Klarinette, Violine und Cello (1995)
- ...of Two Spheres für Flöte, Klarinette, Violine und Cello oder Trompete und Posaune (1995)
- Piano Sonata (1995–96)
- Sextet für Flöte, Klarinette, Violine, Cello, Klavier und Marimba (1996–97)
- Sonata for Violin and Piano (1997–98)
- Three Pieces for Clarinet (1998)
- Second Piano Sonata (1998–99, 2003)
- Parousia für zwei Celli (1999)
- i thank You God for most this amazing day nach einem Gedicht von E. E. Cummings für Sopran und Streichquartett oder Klavier (2000)
- There is a Time for Timelessness, Liedzyklus nach 10 Gedichten von E. E. Cummings für Sopran und Streichorchester oder -quartett (2000–02)
- The Precipice für Marimba (2002)
- Partitions for Saxophone (2002)
- Soliloquy II für Cello (2003)
- Soliloquy für Flöte (2003)
- Voices in the Night für Flöte und Klavier (2005)